# 栉捷蜥属
栉捷蜥属（学名：Ctenoblepharys）为平咽蜥科的一个属。

## 下属物种
本属包括以下物种：
- 栉捷蜥 Ctenoblepharys adspersa (Tschudi, 1845)[2]